# Sándwich BLT

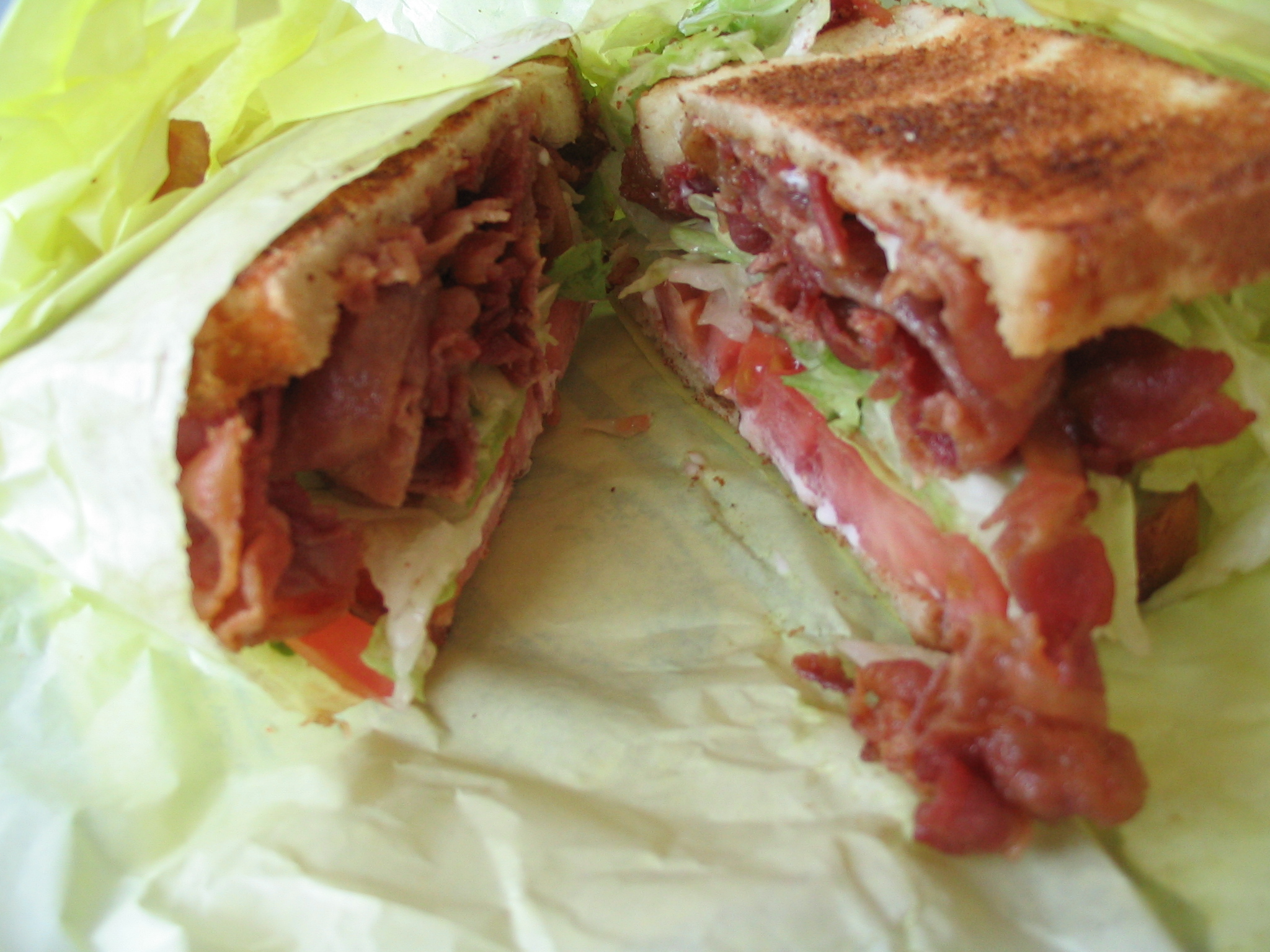
Un sándwich BLT.

El sándwich BLT es una variedad de sándwich que contiene una mezcla proporcionada de bacon, lechuga y tomate. Este sándwich tiene tradicionalmente tres tiras de tocino frito o asado a la parrilla, unas hojas de lechuga y unas rebanadas de tomate. Todo intercalado entre rebanadas de pan o tostada que se suelen untar comúnmente con mayonesa. 

## Historia
El primero que registró la receta de lo que hoy conocemos como el sándwich BLT fue Florence A. Cowles en el año 1929, que deja constancia de la receta en un libro de recetas que se puede traducir como: “emparedado de tocino”. El libro también menciona un “emparedado elaborado con ensalada de tocino” y un “emparedado de Bacon” ("bacon sandwich") que acaba siendo la receta de nuestro BLT. 

## Curiosidades
- Stephen Colbert dobló el tamaño de un BLT y lo denominó "an American original" así como el más grande de todos los tiempos. Y recomendó denominarlo como un BBBLT con extra de bacon.

- El álbum de 1981 de Robin Trower denominado "B.L.T." por ser los componentes del grupo Jack Bruce (bajo); Bill Lordan (guitarra) y Robin Trower, representa en su portada un sándwich BLT.

- En el film "La princesa prometida" el personaje de Miracle Max hace referencia a un MLT (Mutton (Cordero) Lettuce (Lechuga) y Tomato) como algo mejor que el amor verdadero. Dice literalmente: especialmente cuando el cordero está 'tierno y jugoso y tierno.

- En la película "La amenaza solar" El personaje del presidente también hace referencia a este bocadillo comparando sus siglas con las de otra palabra